# Phénylalanine désaminase

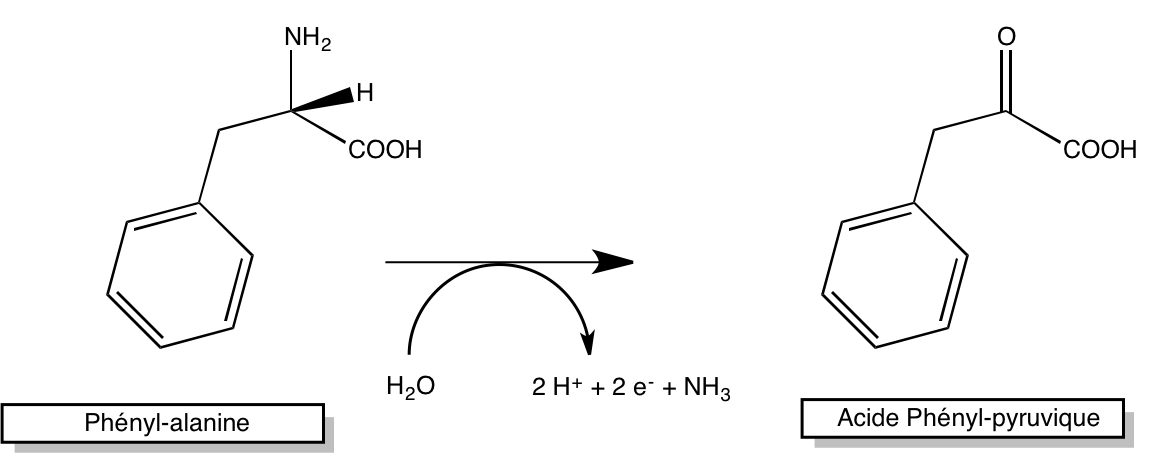
Réaction.

La phénylalanine désaminase (PDA) est une oxydoréductase capable de catalyser la libération du groupement amine primaire de la phénylalanine et de produire de l'acide phényl-pyruvique, de l'ammoniac (ou d'ammonium en fonction du pH) et d'un coenzyme réduit, selon la réaction.
L'acide phényl-pyruvique est mis en évidence par sa complexation en un composé vert foncé en présence d'ions fer III (ferriques, Fe3+).

## Milieu et technique

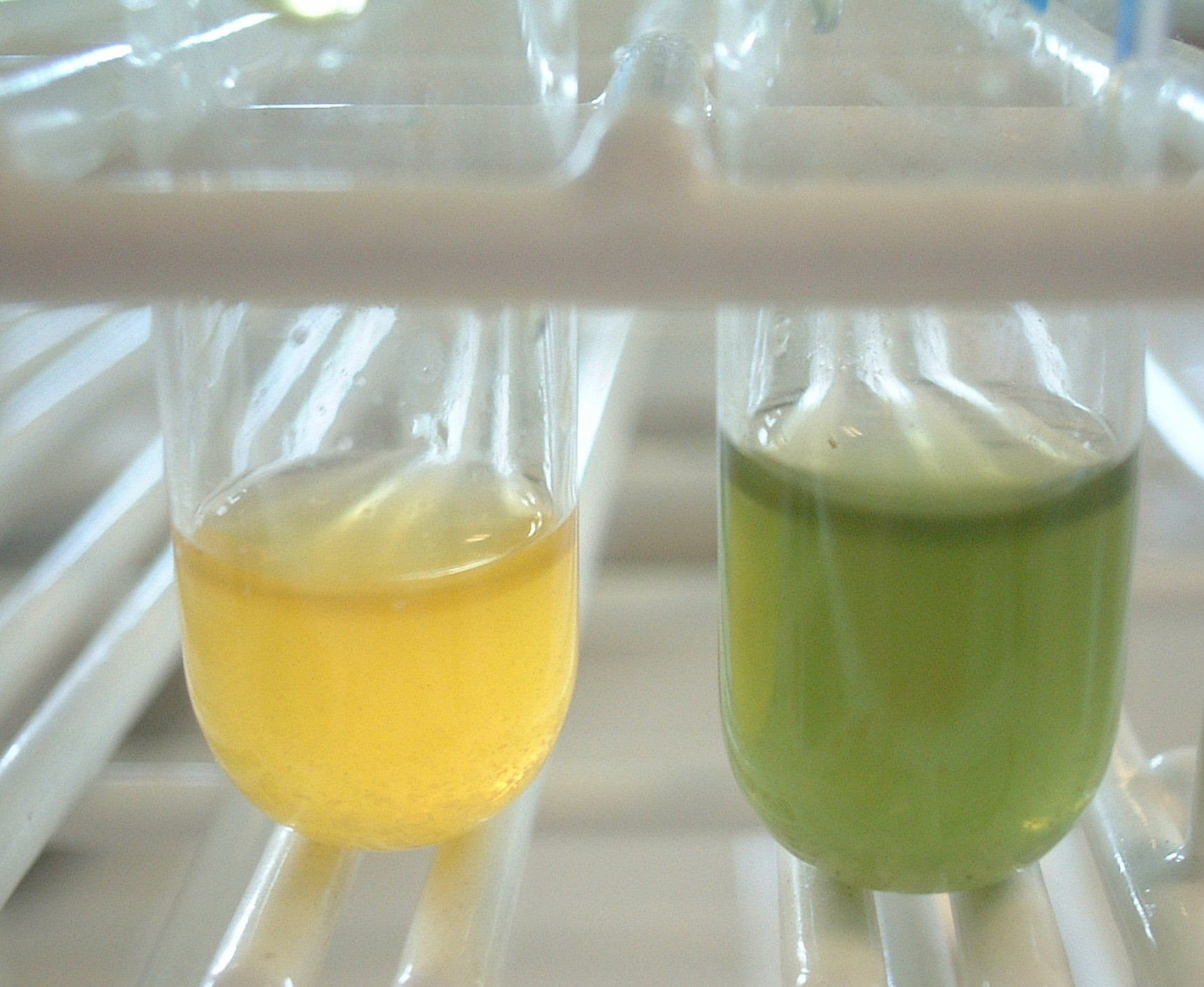
PDA en tubes après addition du réactif. À gauche PDA +, à droite PDA.

Le milieu utilisé est une solution de phénylalanine où une suspension y est réalisée. Plus elle est dense, plus la réaction est rapide : elle peut être lue en moins de deux heures.
Pour mettre en évidence la PDA, quelques gouttes de chlorure de fer(III) sont ajoutées (le réactif, jaune, est en solution dans l'acide chlorhydrique pour éviter la précipitation de l'hydroxyde de fer(III)). Un composé vert apparait quand l'acide indol-pyruvique est présent. Quand la réaction est négative, le milieu est jaune.
La PDA, comme la TDA, caractérise un groupe d'Enterobacterales (Proteus, Providencia, Morganella, Tatumella).